# Emanuel Cățe
Emanuel Cățe, né le 30 juillet 1997, à Bucarest, en Roumanie, est un joueur roumain de basket-ball. Il évolue au poste de pivot.

## Palmarès
- Champion d'Europe des -20 ans Division B 2017